# Одра

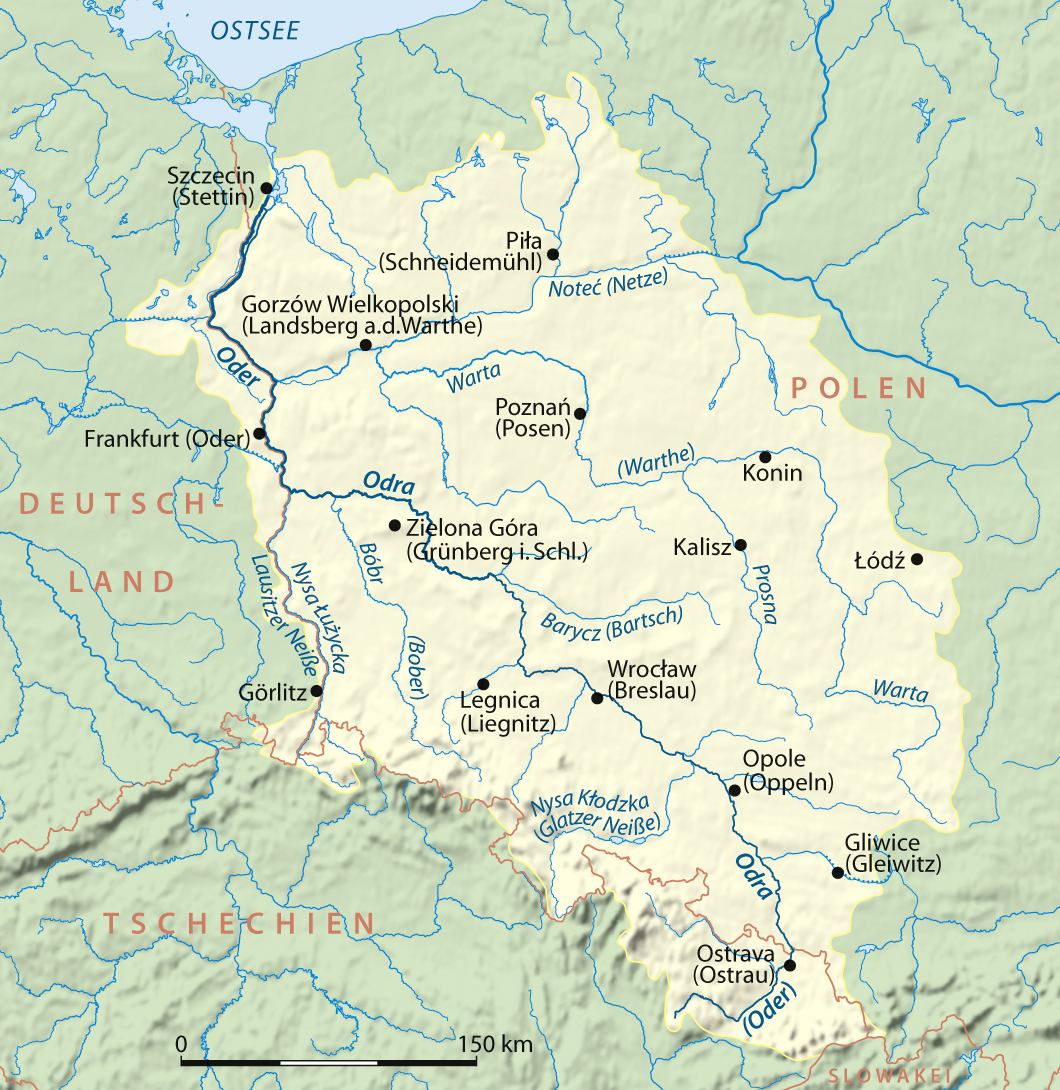
Басейн Одри з розташованими на річці містами

Одра (пол. і чеськ. Odra чеська вимова: [ˈodra] ⓘ, Польська вимова: [ˈɔdra] ( прослухати), сіл. Uodra), також Одер (нім. Oder) — міжнародна річка в Центральній Європі. Протікає в західній Польщі, східній Німеччині та східній Чехії. Бере початок у Судетських горах (Чехія) на висоті 634 м над рівнем моря (Фідлув Копець). Впадає в Одерську губу Щецинської затоки Балтійського моря трьома гирлами — Дзівна, Свіна, Пене. Площа басейну становить 118 861 км², 106 056 з яких у Польщі (89 %), 7 217 у Чехії (6 %), і 5 587 у Німеччині (5 %). Довжина 854 км: 112 км у Чехії, 742 км у Польщі (враховуючи 187 км на кордоні з Німеччиною). На Одрі розташовані великі міста Острава, Вроцлав і Щецин.

## Назва
Слов'янська назва — Одра. Її використовують у Чехії, Польщі, Сілезії та Лужиці.  Німецька назва — Одер. Вона поширена в Німеччині та інших країнах. В Україні використовуються обидві назви.
Стародавні римляни називали річку Wiadua, або Wiadrus; середньовічною латиною назва річки: Od(d)era; латиною періоду Відродження: Viadrus.

## Загальна інформація
Джерело Одри розташоване на південно-східній стороні гори Фідлув Копець в Одерських горах на висоті 633 м над рівнем моря, звідти річка прямує Моравською брамою, далі через Сілезію. У верхній течії між Богуміном і гирлом Ользи на короткій ділянці річка є кордоном між Польщею та Чехією, а в нижній — від гирла Ниси-Лужицької (на 542,4 км течії) — між Польщею та Німеччиною (161,7 км). У Костшин-над-Одрою в Одру впадає Варта.
Нижче міста Грифіно в селі Відухова на 704,1 км, Одра розгалужується на два гирла — Східна Одра, що переходить у Регалицю та вливається до озера Домб'є, протікає через центральні ділові райони Щецина, і Західну Одру що оминає із заходу озеро Домбе. В околицях Щецину в Мендзиздроє, Одра вже розгалужується (на додаток до Одеру Східного і Західного) на Дуншицю, Парницю і Святу. Північний рукав Західної Одри, від північного мосту Траси Замкової в Щецині, належить до акваторії польських внутрішніх морських вод.
Ділянка річки від Полице, що об'єднує Західний Одер та води з озера Домбе, прямує до Одерської губи та має назву Домйонжа (Domiąża).
Середній ухил річки в її верхній течії становить 7 ‰, нижче Моравської брами падає до 1 ‰ і середній ухил по всій довжині становить 0,73 ‰.

## Гідрографія
Одра має обмежений обсяг стоку; її середнє відношення стоку до опадів є найнижчим серед річок, що впадають у Балтику. У маловодні періоди, влітку і восени, річка живиться від водосховищ, побудованих у верхів'ях на її притоках. Влітку в верхів'ях водної системи Одри йдуть сильні дощі, а навесні її середня і нижня течії страждають від повені, викликаної талими водами. Обсяг стоку залежить від кількості опадів. Наприклад, у період 1951-80 рр. в верхній течії річки стік Одри становив 45 м³/сек, з екстремумами 4,25 і 890 м³/сек; у той же період в середній течії річки стік становив 530 м³/сек, а крайні значення — 156 та 2169 м³/сек. Річка покрита льодом до 40 днів на рік.
Сильні паводки: липень — серпень 1496, серпень 1501, серпень — вересень 1515, березень 1565, липень 1675, березень — квітень 1698, березень — квітень 1709, червень — липень 1736, квітень 1785, серпень — вересень 1813, березень 1830, вересень 1831, березень 1838, серпень — вересень 1854, лютий — березень 1876, березень 1891, липень 1903, жовтень 1915, червень 1926, жовтень — листопад 1930, березень — квітень 1940, березень — квітень 1947, січень 1982), липень — серпень 1997, травень — червень 2010.
Як і у випадку з багатьма іншими річками світу, які течуть через індустріальні регіони, води Одра сильно забруднені. За даними інспекції з охорони довкілля тільки за 2012 рік води Одри винесли в Балтійське море велику кількість важких металів, в тому числі 19,1 тонн цинку, 56,1 тонн міді, 7,5 тонн свинцю, 0,4 тонни кадмію, 26,5 тонн нікелю і близько 200 кг ртуті. З риб, які все ще зустрічаються в річці, найпоширенішими є лящ і вугор.

## Притоки
Ліві притоки — Опава, Псіна, Цисек, Олшувка, Страдуня, Особлога, Прушковський Потік, Ниса-Клодзька, Олава, Шленза, Бистшиця, Шредська Вода, Ціха Вода, Качава, Слєпця, Зімниця, Дембняк, Бяла Вода, Чарна Струга, Шльонська Охла, Холодний Потік, Бубр, Лом'янка, Рача, Ниса-Лужицька, Фінов, Гуниця.
Праві — Остравіце, Ольза, Руда, Беравка, Клодниця, Чарнка, Мала-Панев, Стобрава, Відава, Єзєжиця, Барич, Кжицькі-Рув, Обжиця, Яблонна, Плішка, Олобок, Грижинка, Варта, Мисла, Кужиця, Стуб'я, Ружиця, Тива, Плоня, Іна, Говениця.

## Канали
Одра судноплавна на більшій частині своєї течії, від міста Кендзежин-Козле, де річка з'єднується з Глівіцким каналом, до Щецинської затоки.
Канали поєднують Одру з річками Гафель, Шпрее, Вісла та Клодниця.
- Гливицький канал (праворуч, на 98 км течії річки, Кендзежин-Козле),
- Канал Одер-Шпрее (ліворуч, на 553 км течії річки, Айзенхюттенштадт),
- Канал Фінов (ліворуч, на 667 км течії річки, Хоензатен, з'єднує Одер і Гафель, втратив своє економічне значення 1914 року після завершення будівництва нового каналу Одер-Гафель),
- Канал Одер-Гафель (ліворуч, на 667 км течії річки, Хоензатен),
- Канал Хоензатен-Фрідріхсталь (нім. Hohensaaten-Friedrichsthaler Wasserstraße, HoFriWa) (ліворуч, Західна Одра, Хоензатен),
- через річку Варта, її притоку Нотець, Бидгощський канал і річку Брда Одра з'єднується з Віслою.

## Міста на Одрі
Основна секція: Острава, Богумін (Чехія), Ратибор, Кендзежин-Козьле, Крапковіце, Ополе, Бжеґ, Олава, Єльч-Лясковіце, Вроцлав, Бжег-Дольний, Сцинава, Шліхтинґова, Глогув, Битом-Оджанський, Нова Суль, Кросно-Оджанське (Польща), Айзенхюттенштадт, Франкфурт-на-Одері (Німеччина), Слубіце, Костшин-над-Одрою, Цединя (Польща), Шведт, Гарц (Німеччина), Грифіно, Щецин, Полиці (Польща).
Секція Дзівни (між островом Волін і материковою Польщею): Волін, Камінь-Поморський, Дзівнув (Польща).
Секція Свіни (між островами Волін і Узедом): Свіноуйсьце (Польща).
Щецинська затока: Нове Варпно (Польща) і Уккермунде (Німеччина).
Секція Пєєнє (між островом Узедом і материковою Німеччиною): Узедом, Лассан, Вольгаст (Німеччина).

## Галерея

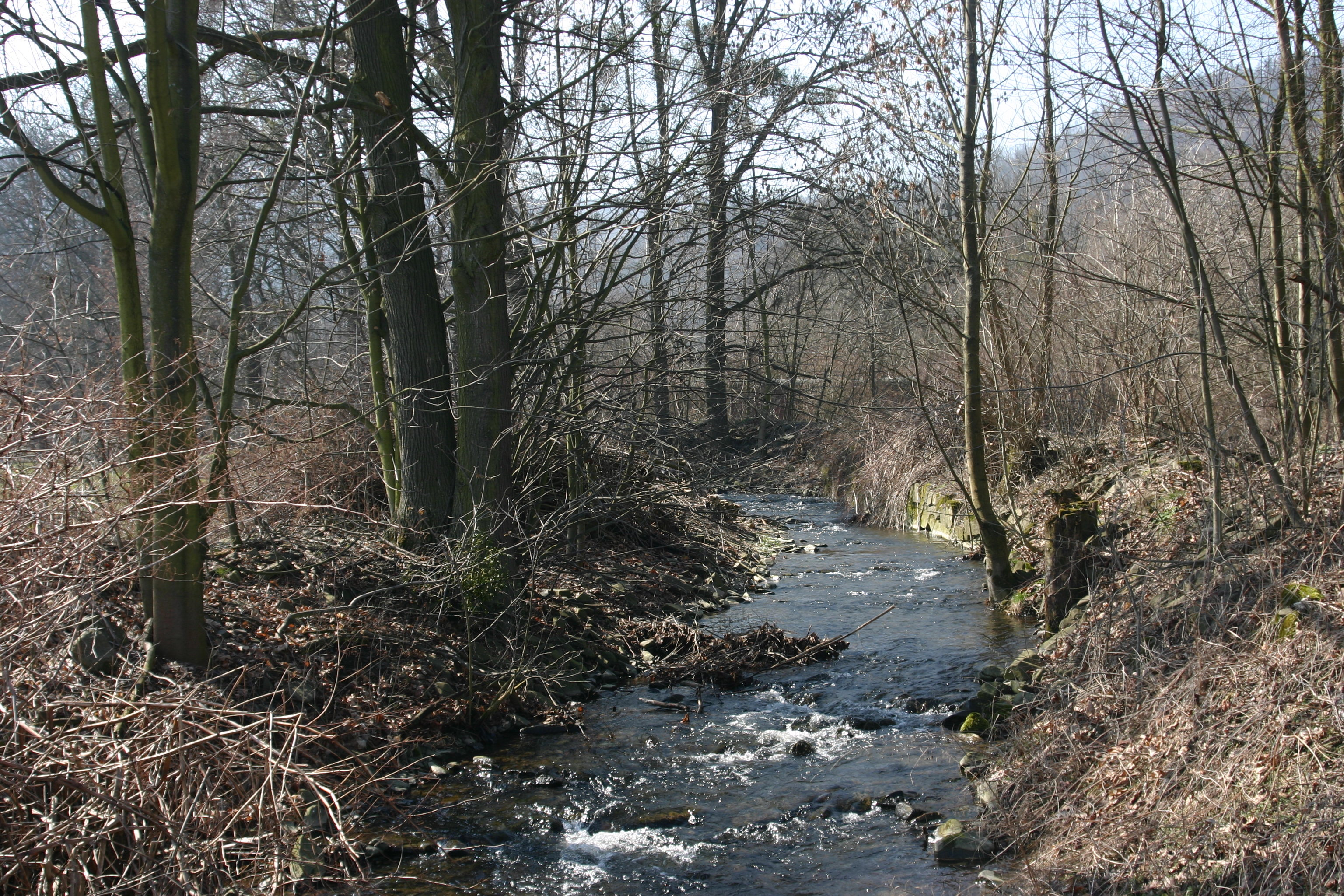
Одра у селі Якубчовіце (Чехія)
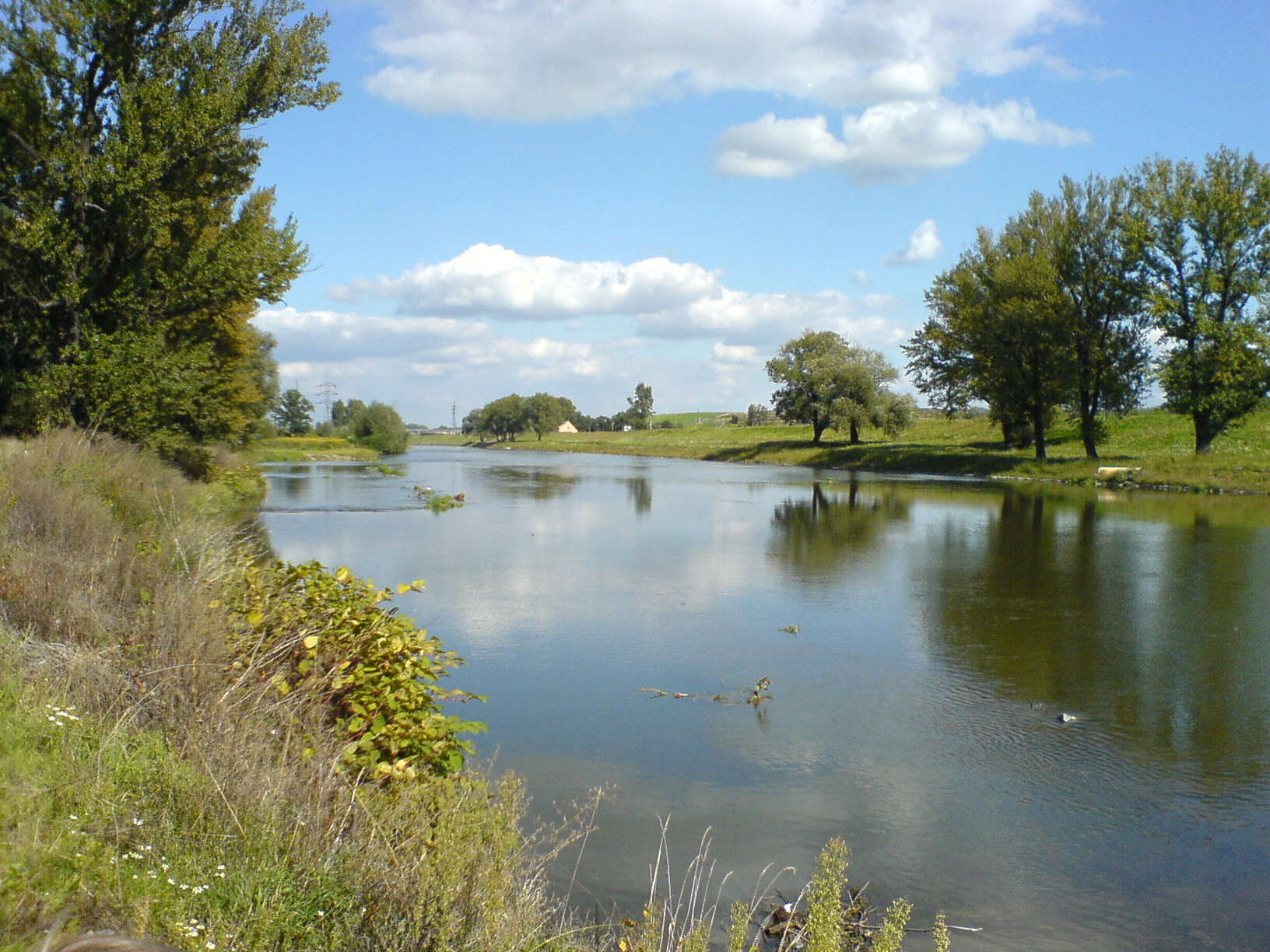
Одра у Остраві
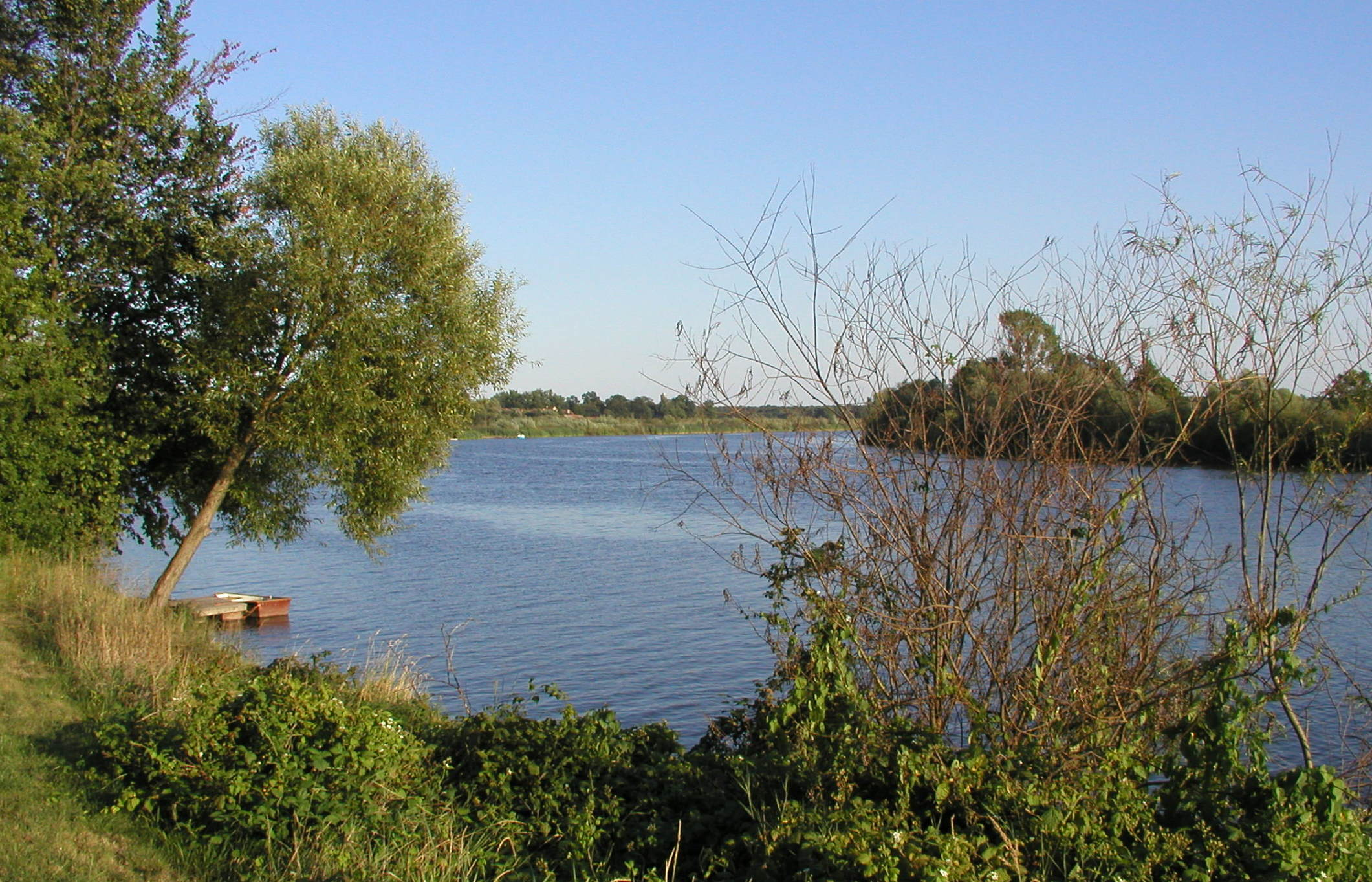
Одра біля Уразу (Польща)
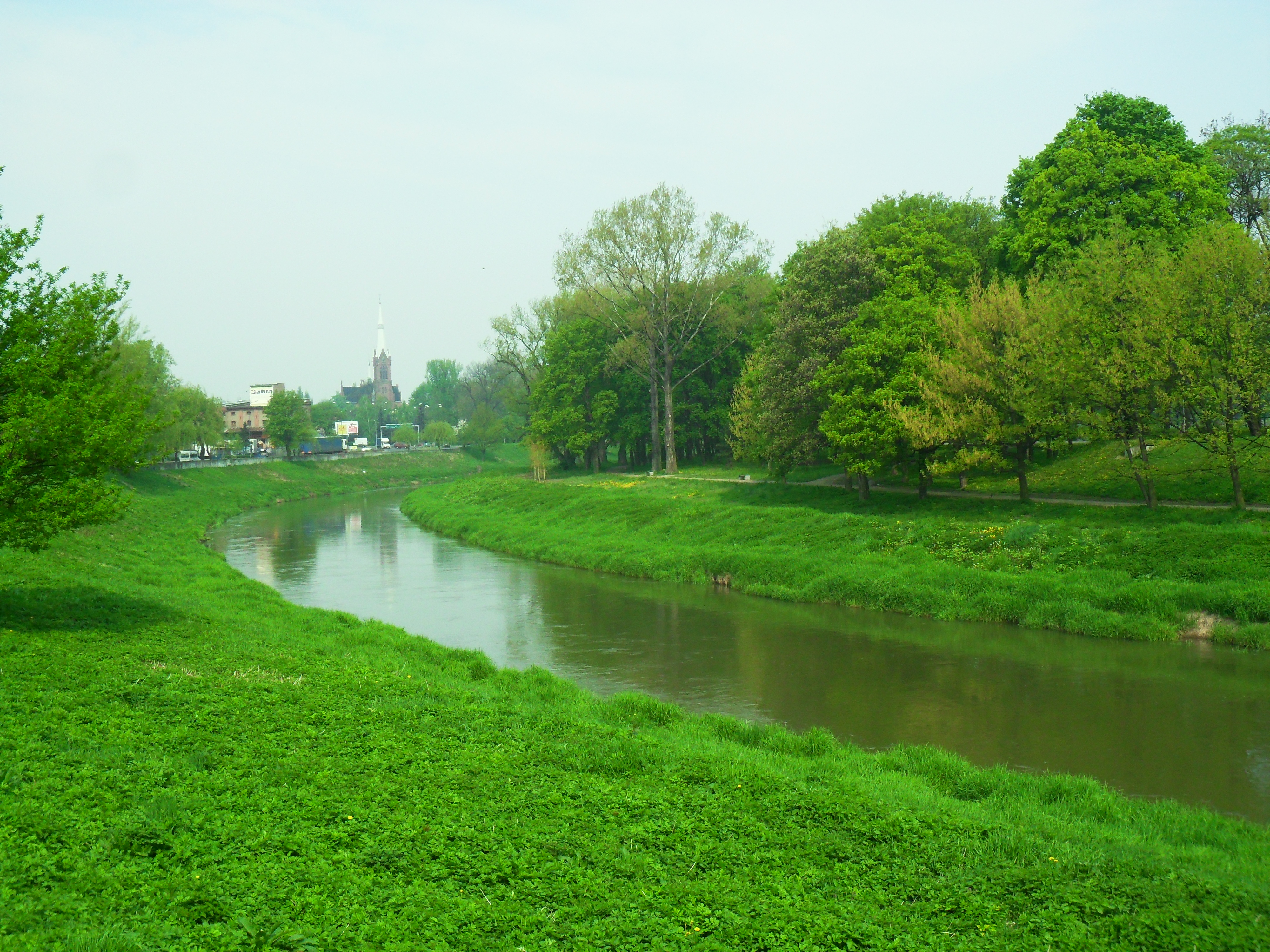
Одра біля Ратибору
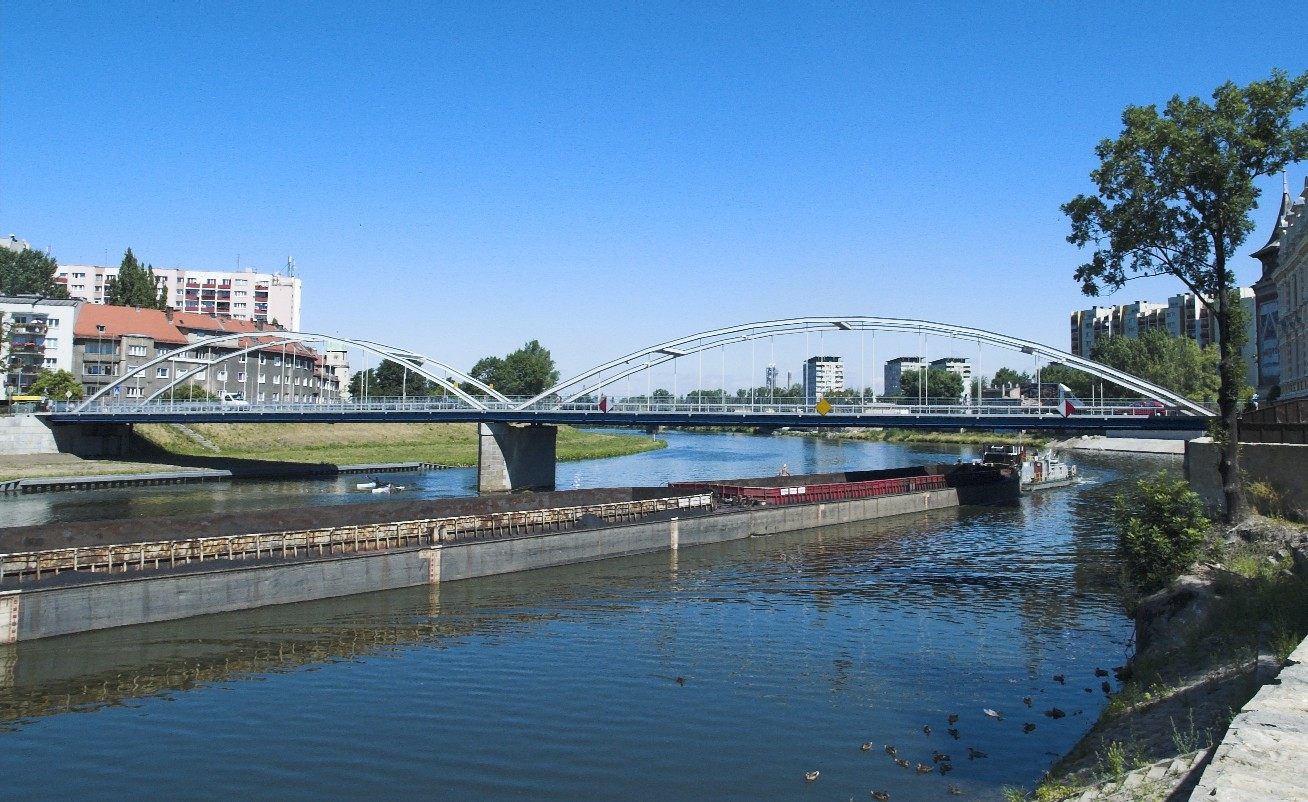
Міст П'ястів в Ополе
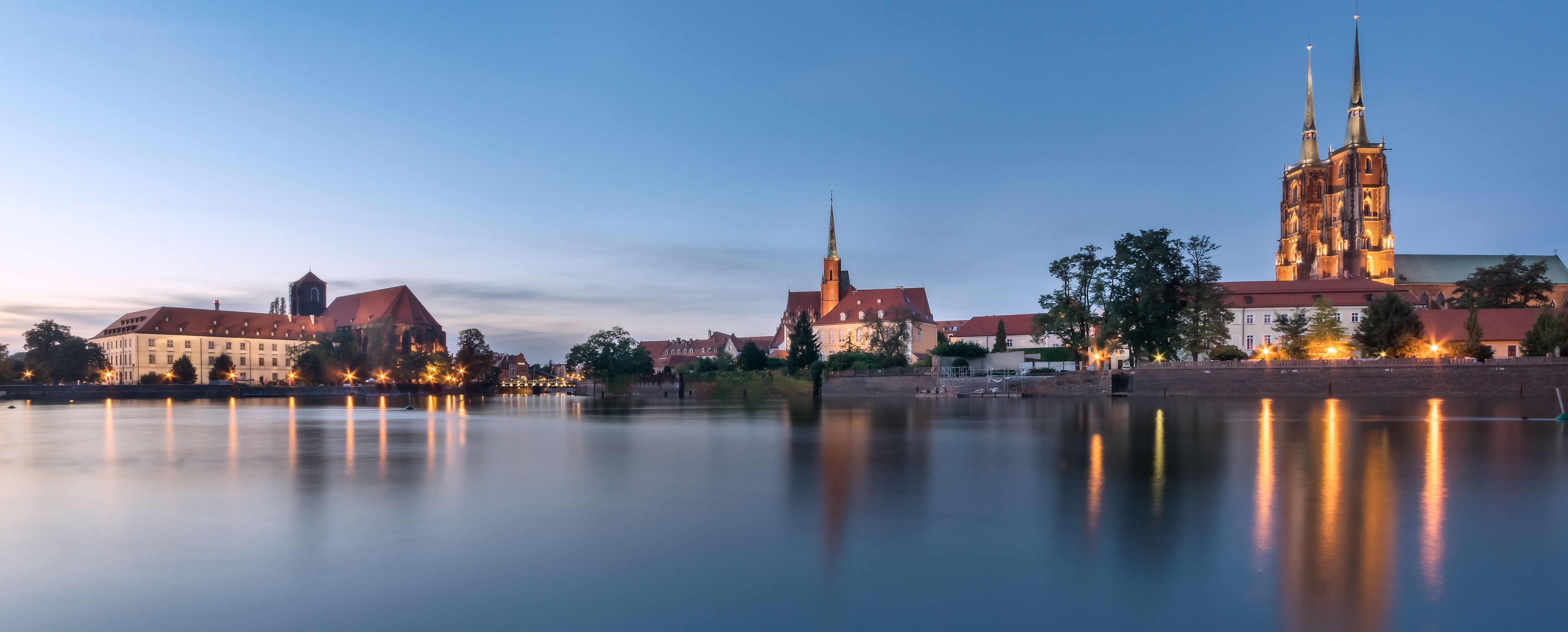
Острів Тумський на Одрі (Вроцлав)
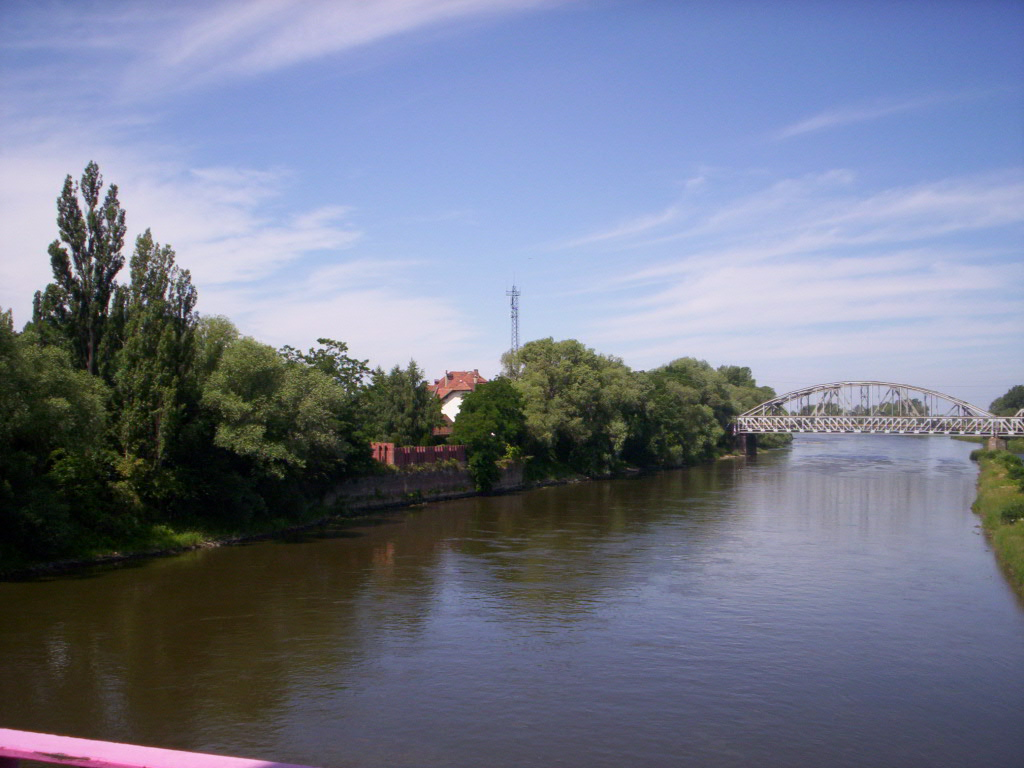
Одра у Ґлоґуві
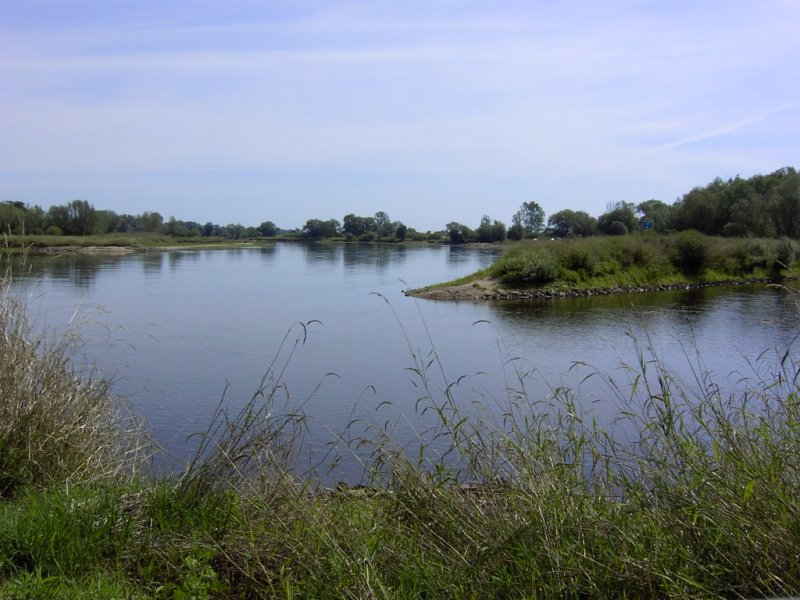
Злиття Одри і Ниси-Лужицької
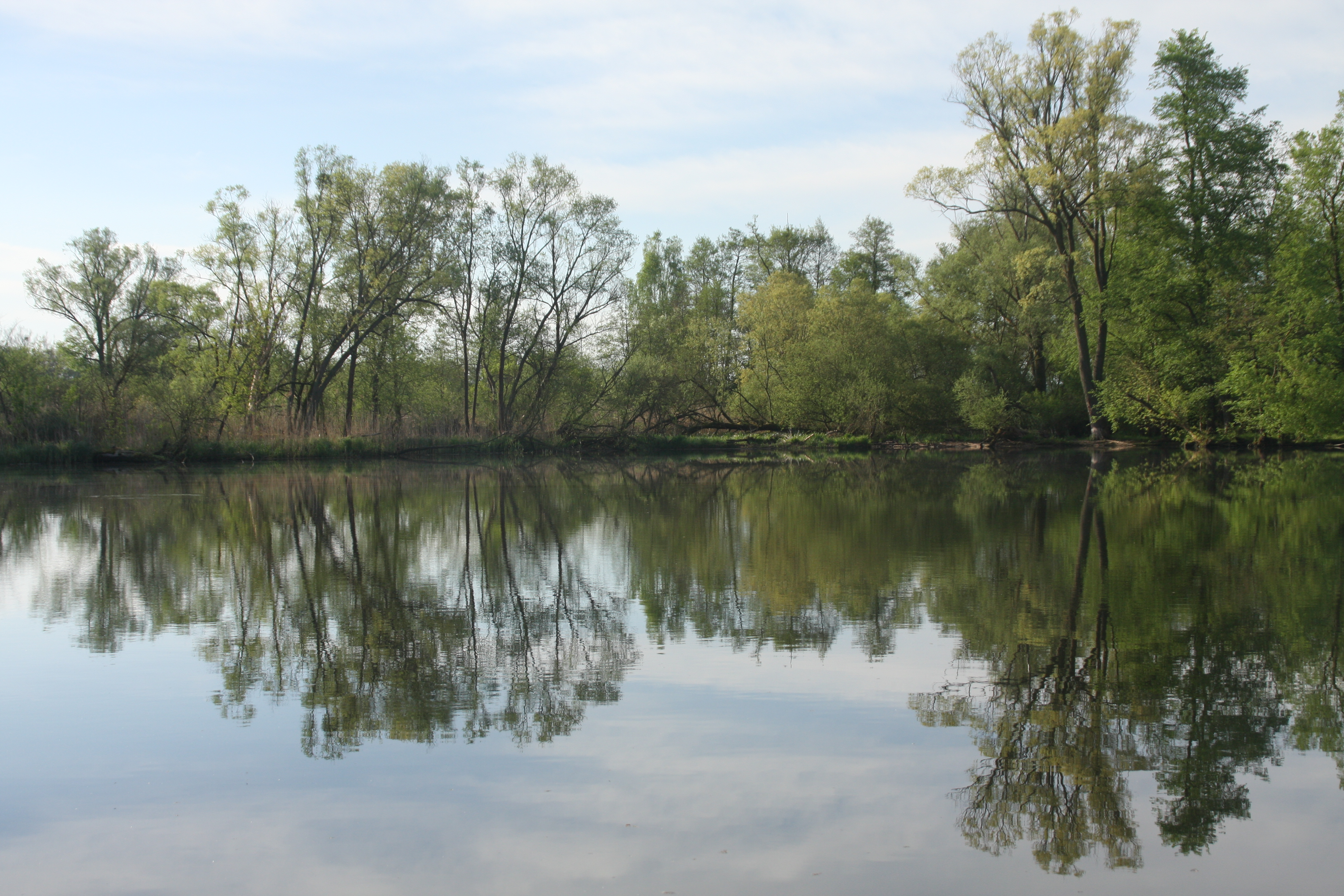
Одра (Одер) у Німеччині
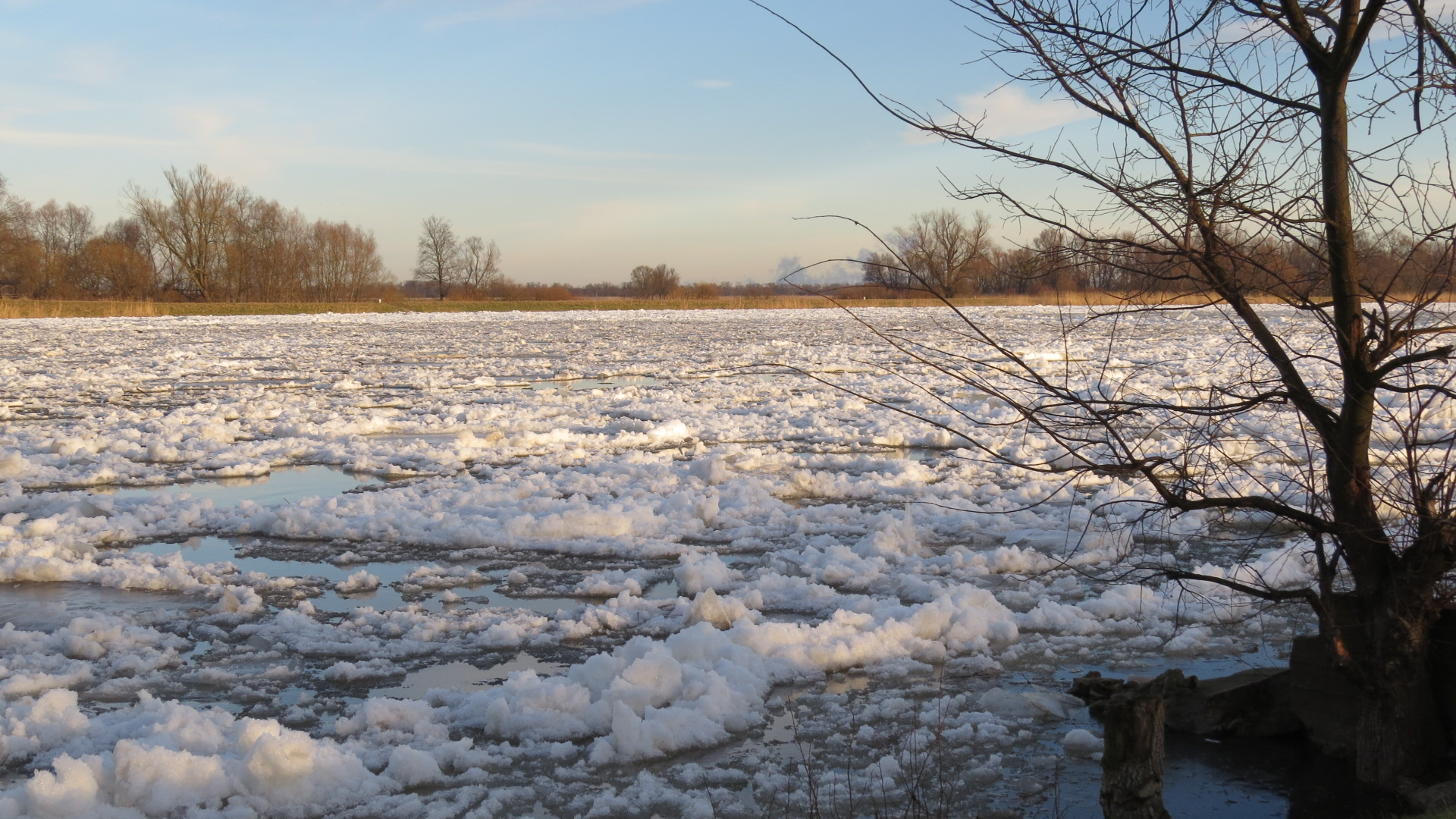
Одра взимку
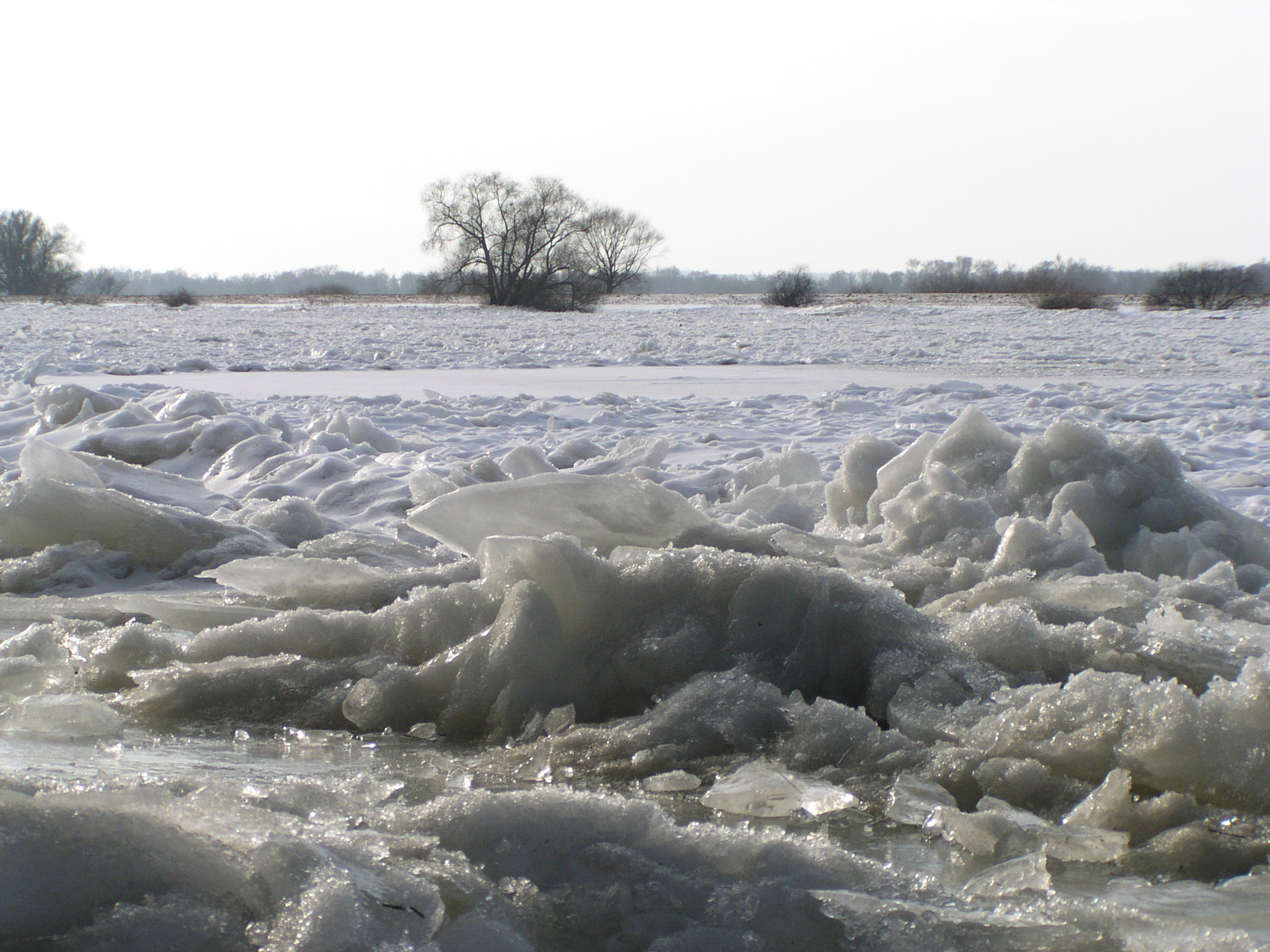
Замерзла Одра біля Шведту
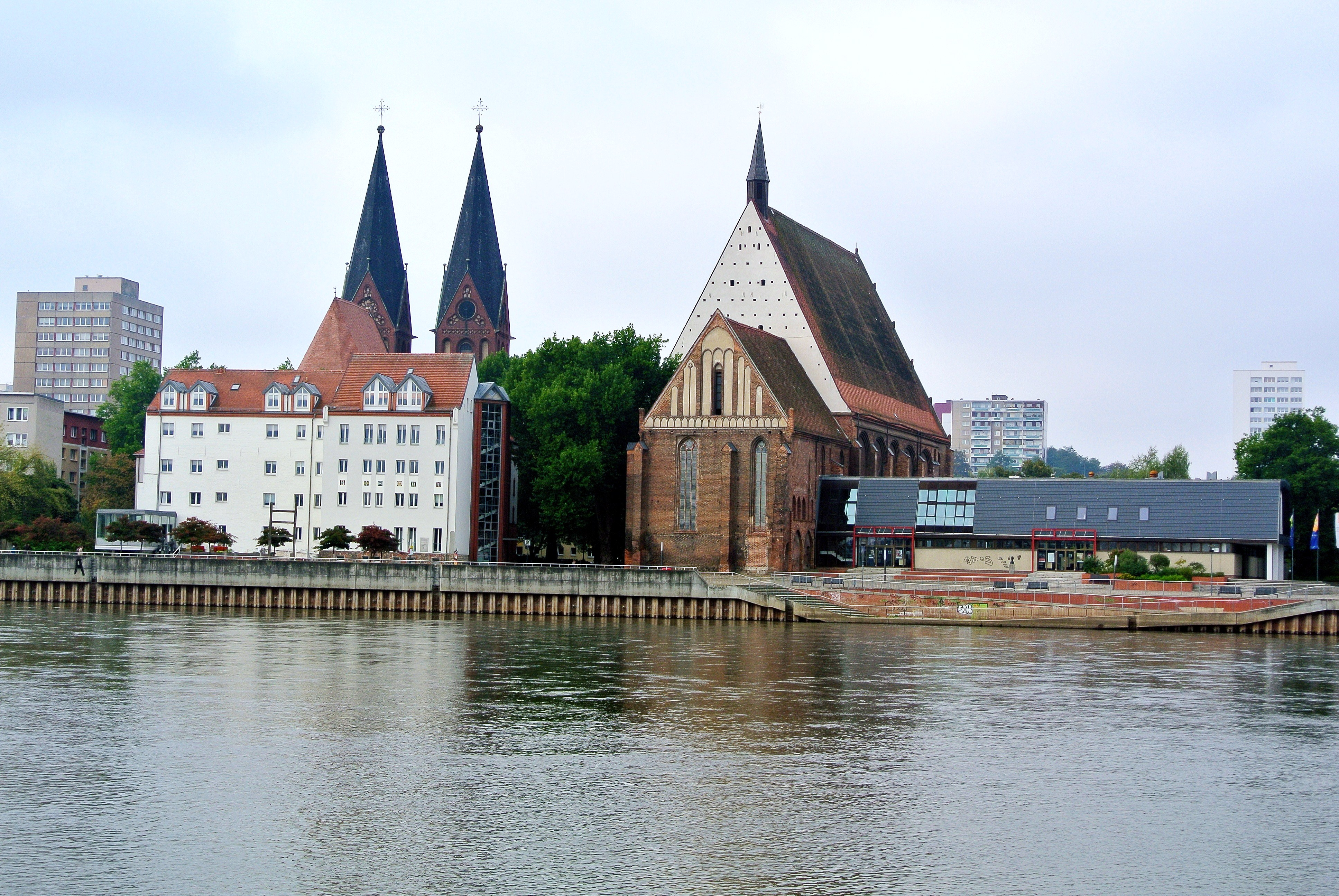
Одра у Франкфурті-на-Одері
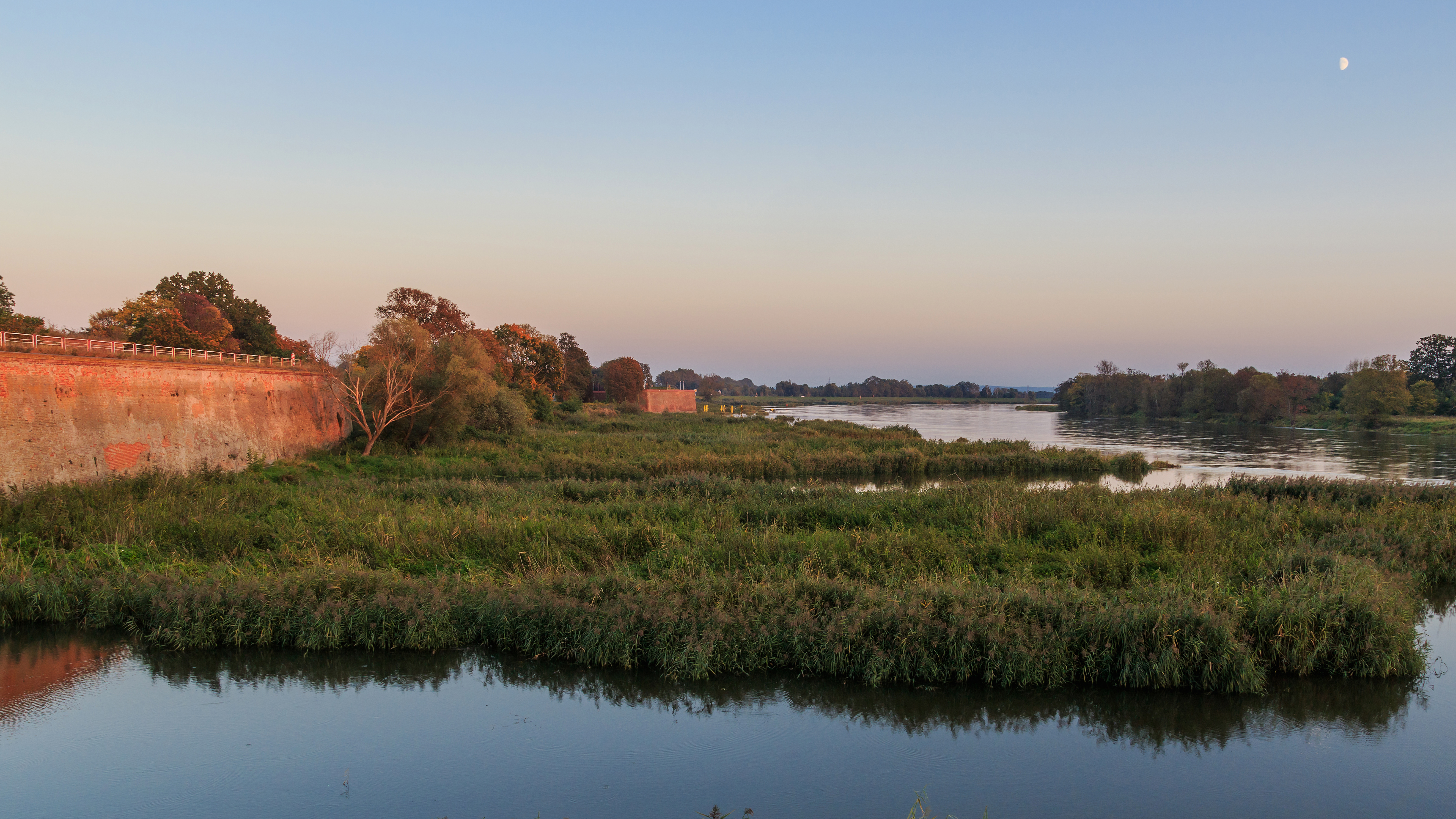
Одра у Костшині-над-Одрою
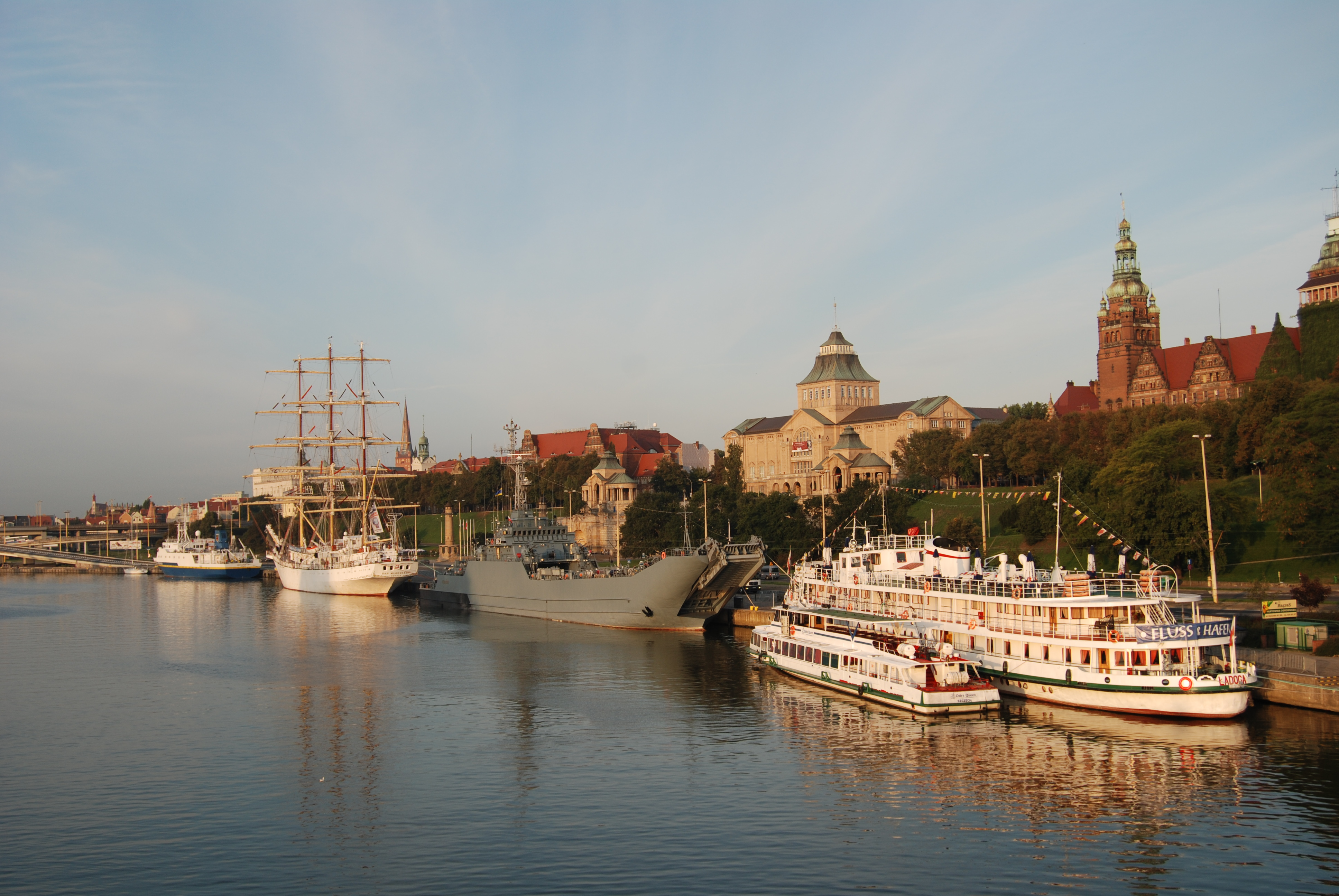
Одра у Щецині